# Léopold de Brauer
Pour les articles homonymes, voir Brauer.
Léopold comte de Brauer né le 16 janvier 1809 à Bettingen, mort le 20 décembre 1890 à Lunéville, est un général de brigade français qui, sous le commandement d’une brigade du 3e régiment de dragons, participe à la bataille de Frœschwiller en 1870.

## Décorations
- Commandeur de la Légion d'honneur par décret du 12 avril 1864[4].